# Halictus resurgens
Halictus resurgens är en biart som beskrevs av Nurse 1903. Halictus resurgens ingår i släktet bandbin, och familjen vägbin. Inga underarter finns listade i Catalogue of Life.

## Bildgalleri

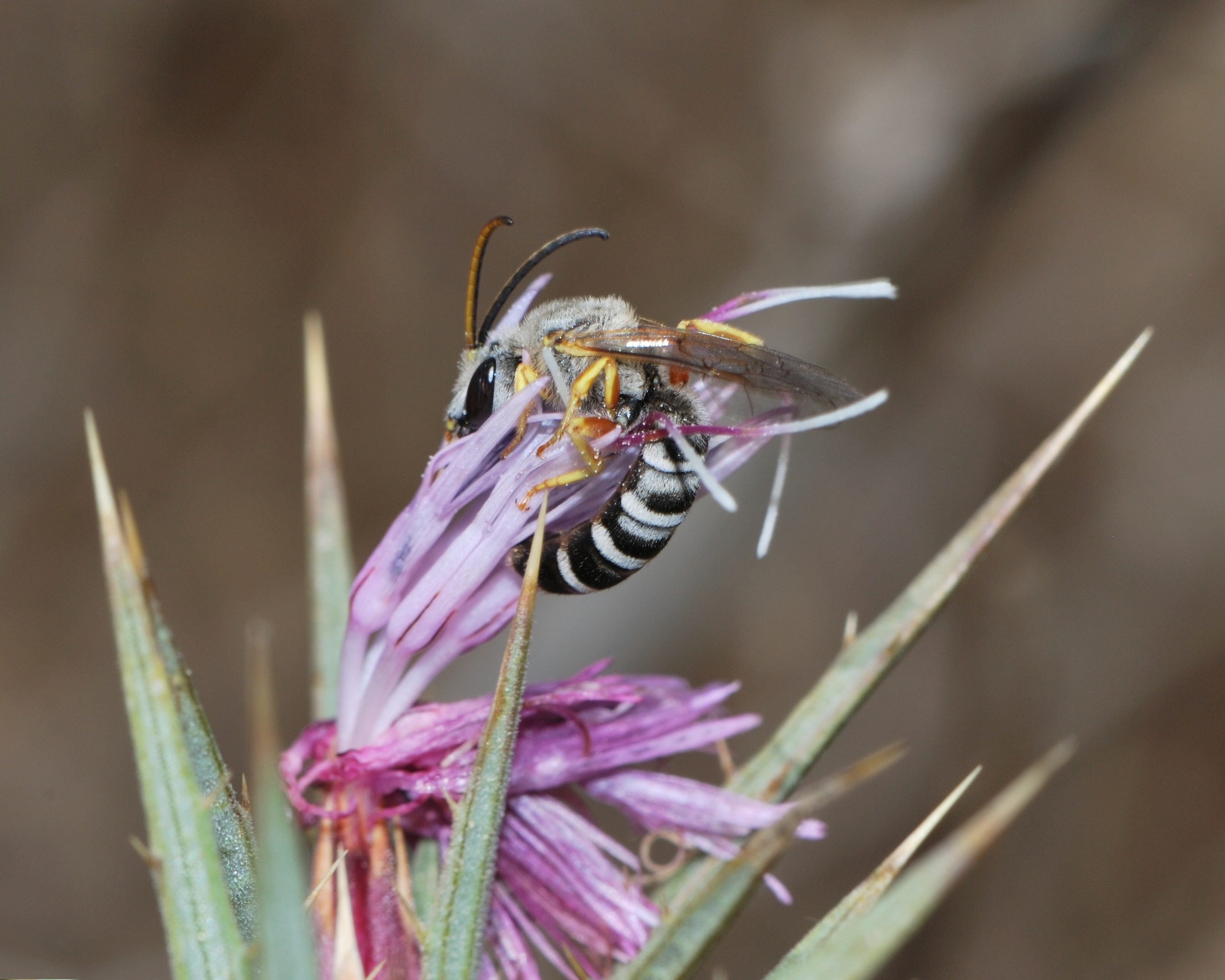
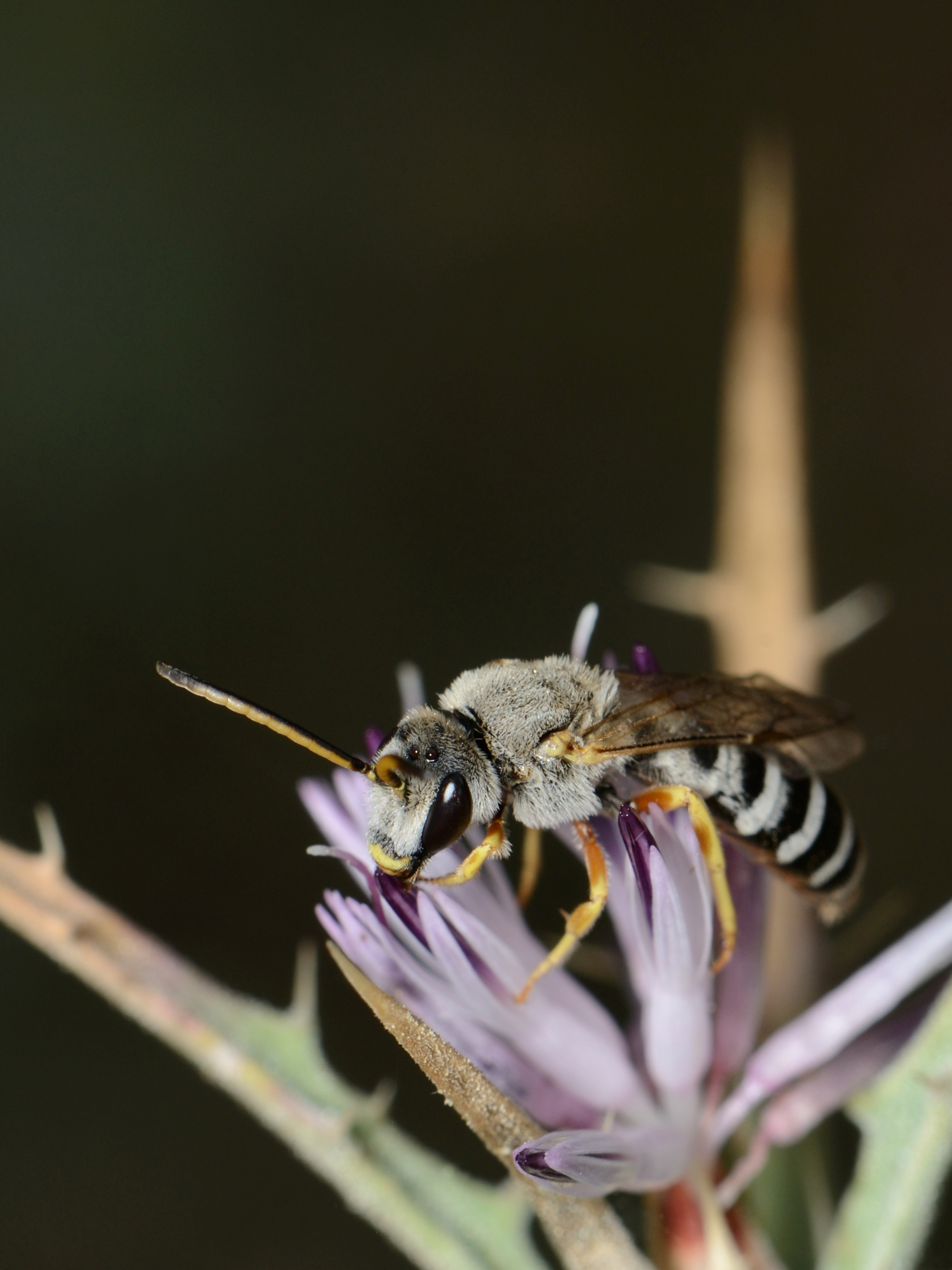